# Lou Dalfin
I Lou Dalfin sono un gruppo musicale italiano di folk rock nato nel 1982 nelle valli occitane del Piemonte al fine di rivisitare la musica tradizionale occitana.

## Storia
Il gruppo fu fondato da Sergio Berardo a Caraglio (CN), sua città di residenza, nel 1982. Inizialmente, si trattava di un gruppo di musica folk, che riprendeva canti e musiche tradizionali dell'Occitania caratterizzandosi per l'uso di strumenti acustici (ghironda, fisarmoniche, violino, clarinetto, plettri). Questa formazione pubblica due album, En Franso i ero de Granda Guera nel 1982 e L'Aze d'Alegre nel 1984. Nel 1985 il gruppo si scioglie, e i suoi componenti si impegnano in altri progetti.
Nel 1990 Sergio Berardo, con Riccardo Serra, Fabrizio Simondi e Dino Tron, riforma il gruppo sempre con base a Caraglio, con però una nuova impostazione: recuperare sì la musica tradizionale, ma rielaborarla e contaminarla con la musica moderna, in particolare rock, jazz, reggae. Agli antichi strumenti acustici (ghironda, fisarmonica, vari tipi di cornamusa) si affiancano così gli strumenti tipici della rock band (chitarra elettrica, basso elettrico, batteria, tastiere).
Il gruppo inizia l'attività con concerti nelle vallate occitane, ma l'area di attività ben presto si espande, e da metà anni novanta il gruppo inizia a partecipare a manifestazioni musicali a livello nazionale e internazionale (Mercat de musica viva di Vic, Catalogna nel 1993, Arezzo Wave nel  1994, Printemps De Bourges di Cher in Francia nel 1995). Nel 1992 viene pubblicato il primo album della nuova formazione, W Jan d' l'Eiretto; l'album successivo, Gibous, Bagase e Bandì, esce nel 1995, è prodotto da Madaski e viene distribuito da una major (Sony Music).
Nel 1997 viene pubblicato un album live, Radio Occitania Libra, insieme al gruppo basco Sustraia registrato in parte durante il Salone della Musica di Torino del 1996 e in parte negli studi della Radio della Svizzera italiana. Il disco successivo, Lo viatge, esce nel 1998. Nel 2001 il gruppo pubblica La Flor de Lo Dalfin, disco registrato in presa diretta che alterna brani nuovi a reinterpretazioni di vecchi brani.
Nel 2004 esce L'Oste del Diau, cui segue una tournée estiva in Italia e Francia che porta il gruppo a esibirsi anche davanti alle telecamere della RAI. Sempre nel 2004, Lou Dalfin ricevono il Premio Tenco per il miglior album in dialetto.
Nel 2005 esce il DVD Al Temps de Fèsta en Occitania, che contiene la registrazione completa di un concerto e una serie di documentari inediti sulla cultura occitana. Nello stesso anno Lou Dalfin partecipano al progetto Seguendo Virgilio - dentro e fuori il Quartetto Cetra, omaggio a Virgilio Savona del Quartetto Cetra, album in cui vari artisti rivisitano alcuni brani di Savona. Il gruppo partecipa con il brano Evviva la belota, versione occitana di Evviva lo scopone.
Sempre nel 2005 collaborano alla realizzazione del film Il vento fa il suo giro. Una delle scene del film è ambientata durante un loro concerto; il brano che suonano è Sitors, tratto dall'album L'Oste del Diau.
Un'altra tournée internazionale ha luogo nel 2006, quando il gruppo suona in festival di tutta Europa.
Il 18 maggio 2007 esce l'album I Virasolelhs, con cui il gruppo festeggia i 25 anni di attività e da cui segue una fittissima serie di concerti che tocca tutta Italia e raggiunge i principali festivals di Francia, Spagna, Belgio, Paesi Bassi e Scozia.
Il 23 gennaio 2009 esce l'album Remescla, che contiene brani degli ultimi due album in studio remixati dai Feel Good Productions e da altri DJ della scena internazionale e parallelamente continua intensissima l'attività live.
Il 1 aprile 2016 viene rilasciato il loro decimo album in studio, intitolato Musica Endemica, prodotto e mixato da Madaski.
La collaborazione con Madaski sfocia nel progetto Gran Bal Dub, in cui le sonorità folk vengono sapientemente fuse con il Dub elettronico, di cui Madaski può essere considerato uno dei maggiori esponenti. Oltre a Berardo e Madaski, la formazione prevede Robi Avena alla fisarmonica e Chiara Cesano al violino. Nel 2017 viene pubblicato il disco Gran Bal Dub, seguito nel 2019 da Benvenguts a Bòrd.

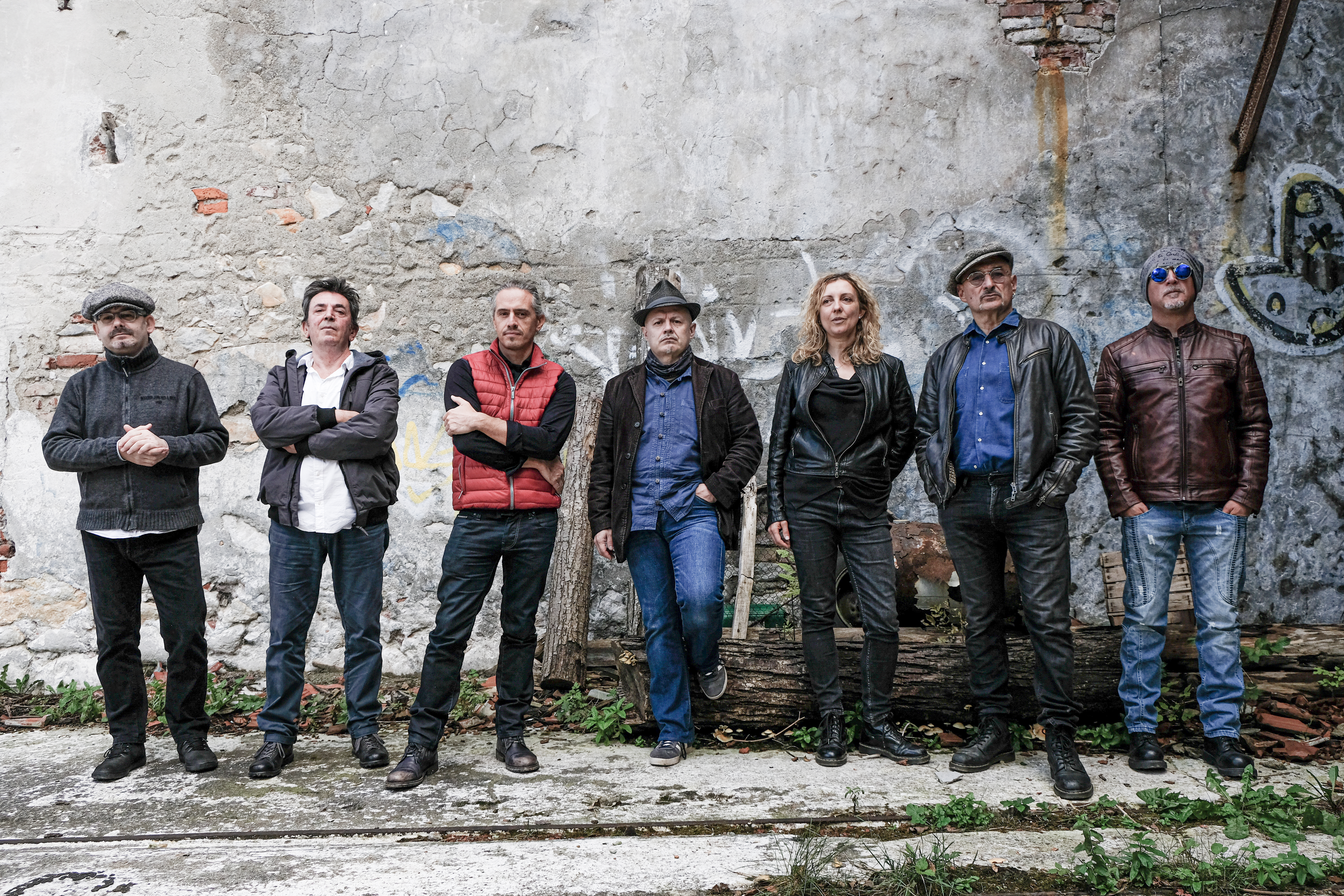

A distanza di 7 anni da Musica Endemica, il 10 novembre 2023, i Lou Dalfin presentano La Meison, il loro undicesimo album in studio, registrato presso lo studio di Robi Avena e mixato da Madaski.

## Formazione
- Sergio Berardo - voce, ghironda, organetto, flauti, boha, piva
- Dino Tron - fisarmonica, organetto, cornamuse
- Riccardo Serra - batteria, percussioni
- Carlo Revello - basso elettrico
- Enrico Gosmar - chitarre
- Mario Poletti - mandolino, bouzouki, banjo
- Enrica Bruna - flauto traverso, voce

### Le formazioni negli anni

#### Primi due album
- En Franso i ero de Granda Guera: Sergio Berardo (ghironda, fisarmonica diatonica, flauto dritto, piffero ad ancia e voce), Paolo Delfino (violino e voce), Alberto Gertosio (flauto), Marco Origlia (chitarra e mandola).

Hanno collaborato al disco: Tarcisio Martini (fisarmonica cromatica), Valerio Pellegrino (clarinetto), Anna Maria Ovidi (voce), Marco Lovera (trombone), Ivo Giorgis (tamburino), Cristina Cavallo (oboe);
- L'Aze d'Alegre: Sergio Berardo (ghironda, charamel, galoubet, tamburino provenzale, voce), Silvio Peron (fisarmonica diatonica e cromatica), Marco Origlia (chitarra, mandola, galoubet), Luciano Pasquero (clarinetto, flauto dolce).

Hanno collaborato al disco: Donata Pinti (voce), Alberto Cesa (voce), Bruno De Rosa (oboe), Roberto Beccaria (clavicembalo), Agostino Zucca (violino, scacciapensieri), Yves Rousguisto (charamel), Guido Berruti (fagotto), Valerio Pellegrino (clarinetto), Maurizio Davico (flauto traverso), Marco Lovera (trombone), Daniela, Chaco, Bodo, Cucu (ballerini).

#### Dal 1990
- I formazione: Sergio Berardo, Dino Tron, Riccardo Serra, Fabrizio Simondi (tastiere), Diego Origlia (chitarre), Giorgio Raimondi (basso);
- II formazione: Sergio Berardo, Dino Tron, Riccardo Serra, Fabrizio Simondi, Diego Origlia.
- III formazione: Sergio Berardo, Dino Tron, Riccardo Serra, Fabrizio Simondi, Fabrizio Dutto (chitarre), Enrico Damilano (basso).
- IV formazione: Sergio Berardo, Dino Tron, Riccardo Serra, Fabrizio Simondi, Alfredo Piscitelli (chitarre), Enrico Damilano.
- V formazione: Sergio Berardo, Dino Tron, Riccardo Serra, Alfredo Piscitelli, Enrico Damilano.
- VI formazione: Sergio Berardo, Dino Tron, Riccardo Serra, Alfredo Piscitelli, Daniele Giordano, Jonathan Gluck (Violino).
- VII formazione: Sergio Berardo, Dino Tron, Riccardo Serra, Alfredo Piscitelli, Daniele Giordano (basso).
- VIII formazione: Sergio Berardo, Dino Tron, Riccardo Serra, Cristian Coccia (chitarra), Gianluca Dho (basso), Alessandro Montagna (tromba)
- IX formazione: Sergio Berardo, Dino Tron, Riccardo Serra, Enrico Gosmar (chitarra), Gianluca Dho, Mario Poletti (plettri), Luca Biggio (saxofoni).
- X formazione: Sergio Berardo, Dino Tron, Riccardo Serra, Enrico Gosmar (chitarra), Daniele Giordano (basso), Mario Poletti, Luca Biggio.
- XI formazione: Sergio Berardo, Dino Tron, Riccardo Serra, Enrico Gosmar (chitarra), Daniele Giordano (basso), Mario Poletti, Diego Vasserot (tromba), Valeria Benigni (cori).
- XII formazione: Sergio Berardo (voce, ghironda, organetto, flauti, scacciapensieri, clarì, cornamuse occitane), Dino Tron (fisarmonica, organetto, cornamuse occitane, fifre), Riccardo Serra (batteria), Enrico Gosmar (chitarre), Daniele Giordano (basso), Mario Poletti (mandolino, bouzouki, banjo).
- XIII formazione: Sergio Berardo (voce, ghironda, organetto, flauti, scacciapensieri, clarì, cornamuse occitane), Dino Tron (fisarmonica, organetto, cornamuse occitane, fifre), Riccardo Serra (batteria), Enrico Gosmar (chitarre), Daniele Giordano (basso), Mario Poletti (mandolino, bouzouki, banjo), Chiara Cesano (violino).
- XIII formazione: Sergio Berardo (voce, ghironda, organetto, flauti, scacciapensieri, clarì, cornamuse occitane), Dino Tron (fisarmonica, organetto, cornamuse occitane, fifre), Riccardo Serra (batteria), Enrico Gosmar (chitarre), Carlo Revello (basso), Mario Poletti (mandolino, bouzouki, banjo), Enrica Bruna (flauto).

## Discografia
Album in studio

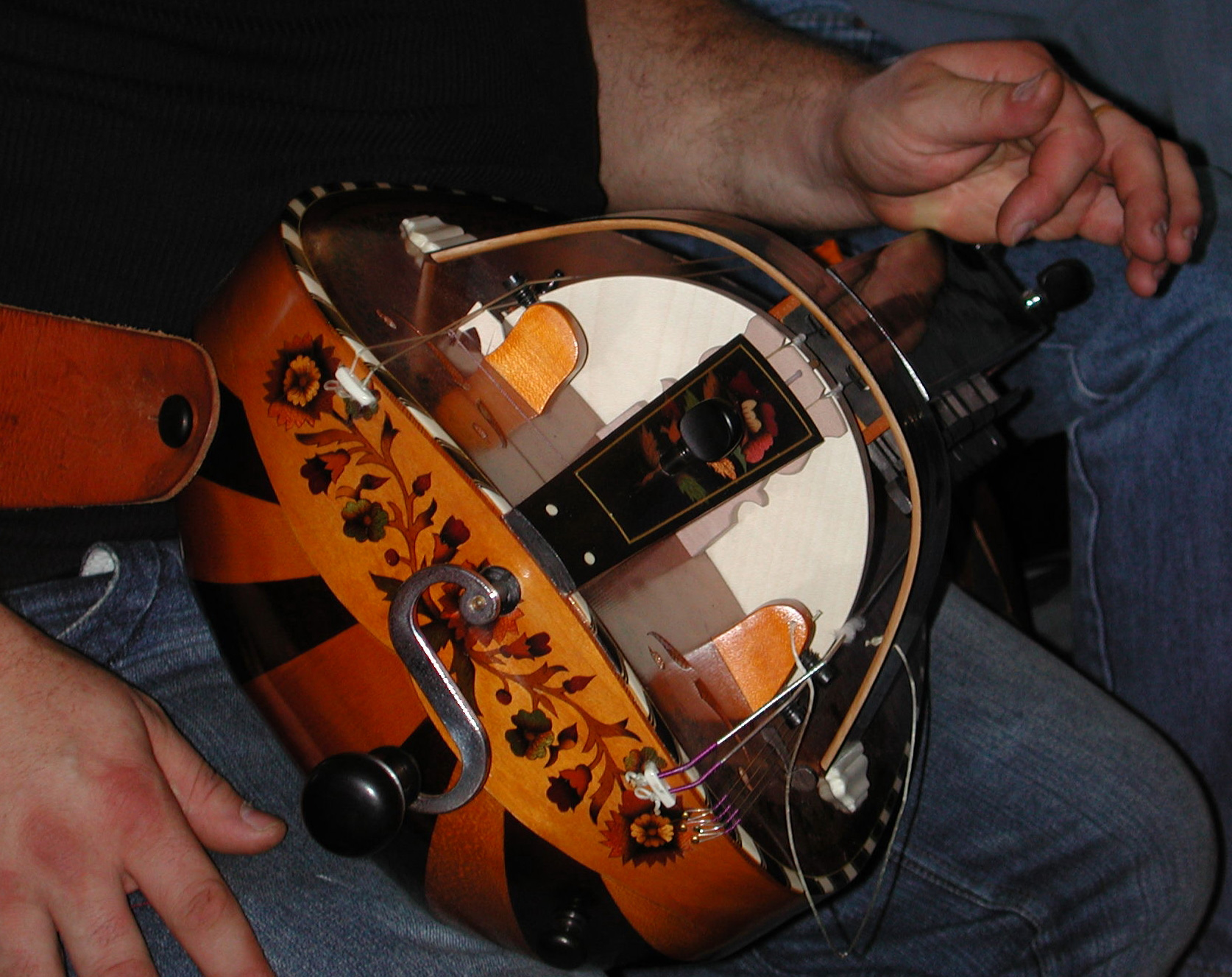
La ghironda di Sergio Berardo

- 1982 - En Franso i ero de granda guera
- 1984 - L'aze d'alegre
- 1992 - W Jan d' l'eiretto
- 1995 - Gibous, bagase e bandì
- 1998 - Lo viatge
- 2001 - La flor de lo Dalfin
- 2004 - L'Oste del diau
- 2007 - I virasolelhs
- 2009 - Remescla
- 2011 - Cavalier faidit
- 2016 - Musica endemica
- 2023 - La meison

EP
- 2003 - Sem Encar Içi

Live
- 1997 - Radio Occitana libra (con il gruppo basco Sustraia)

Raccolte
- 2005 - Al temps de festa en Occitania (include la registrazione di un concerto del 2004 e due documentari su strumenti e cultura occitana)
- 2015 - Dalfipedia (tratto dal libro Lou Dalfin: vita e miracoli dei contrabbandieri di musica occitana, di Paolo Ferrari)